# Prothema signata
Prothema signata är en skalbaggsart som beskrevs av Francis Polkinghorne Pascoe 1857. Prothema signata ingår i släktet Prothema och familjen långhorningar.
Artens utbredningsområde är Laos. Inga underarter finns listade i Catalogue of Life.